# Ceraeochrysa nigripedis
Ceraeochrysa nigripedis là một loài côn trùng trong họ Chrysopidae thuộc bộ Neuroptera. Loài này được Penny miêu tả năm 1997.